# Ángel Sánchez del Águila y Mencos
Ángel Sánchez del Águila y Mencos (31 de març de 1897, ? - Ca. 1973, ?) fou un militar espanyol de l'arma de Cavalleria que formà part del grup de militars anomenats Jinetes de Alcalá i que s'avalotà, essent capità, contra el govern de la Segona República Espanyola el 1936 a Mallorca, participant en la formació de les milícies falangistes, en la repressió de membres i simpatitzants del Front Popular i en la defensa contra el desembarcament de Mallorca per part de tropes republicanes. Intervengué, a la Segona Guerra Mundial amb la Divisió Blava.
Era fill de José Sánchez del Águila y León (1853-?), auditor de guerra i que fou un dels encarregats d'evacuar Puerto Rico i altres illes, excepte Cuba, el 1898. La seva mare era Rosario de Mencos y Ezpeleta. Tenia cinc germans. El 1919 ingressà a l'Acadèmia de Cavalleria de Valladolid, cosa que ja havia intentat el 1916.

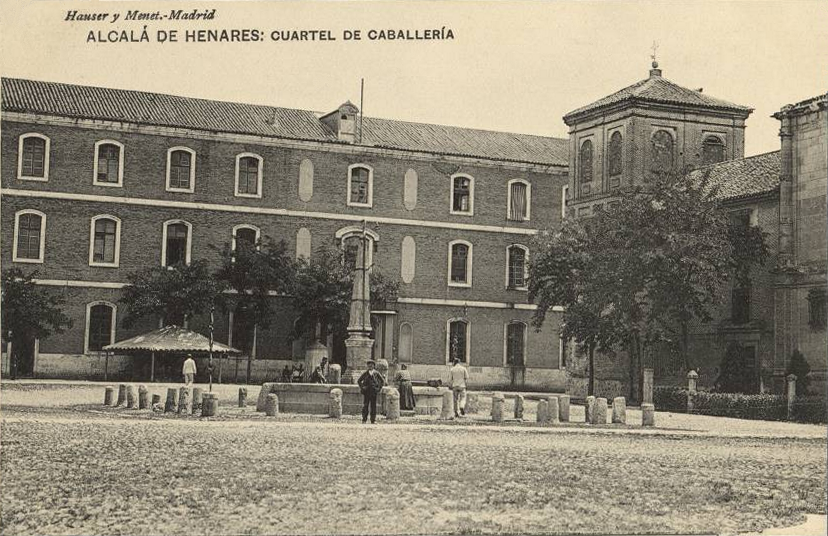
Quarter de Cavalleria del Príncep, dit de san Diego, a Alvalà de Henares cap el 1912

En completar la seva formació fou destinat al Grup de Forces Regulars Indígenes de Tetuan i el 1926 fou ascendit a capità per mèrits de guerra. El 1927 estava destinat a l'Escolta Reial i quedà disponible a la 1a regió militar. El 1934 era jutge de causes a Barcelona i fou destinat al regiment de Caçadors de Calatrava, núm. 2, a Alcalà de Henares.
Formà part dels anomenats Jinetes de Alcalá, un grup de 29 militars de l'arma de Cavalleria adscrits als regiments de Caçadors de Calatrava, núm. 2, i de Villarrobledo, núm. 3, que a finals de juny de 1936 foren confinats al castell de Sant Carles de Palma, Mallorca. El Govern de la República aprofità uns incidents entre soldats i membres de partits d'esquerra a Alcalà de Henares per fer neteja de conspiradors a ambdós regiments. Al castell de Sant Carles conegueren al cap de la Falange Española a Mallorca, Alfonso de Zayas, que també estava empresonat i que els posà amb contacte amb els militars que s'havien d'aixecar contra la República. Quan es produí el pronunciament militar del 18 de juliol de 1936 aquests militars es posaren a les ordres dels avalotats i participaren en la formació de les milícies falangistes, en la repressió contra membres i simpatitzants del Front Popular (detencions il·legals, tortures i assassinats) i en la defensa contra el desembarcament de Mallorca de l'agost de 1936.
El setembre de 1937 fou ascendit a comandant i l'octubre destinat a la Divisió de Cavalleria. El 1938 era comandant militar de Vera, Almeria, i comandant del seu batalló. El 1940 era instructor a l'exèrcit del Turia. L'agost del 1941 agafà el comandament del Grup d'Exploració 250 d'Infanteria de la Wehrmacht (Divisió Blava) en el front de la Unió Soviètica. El 8 d'abril de 1942 li concediren la creu de ferro de 2a classe i el maig de 1942 fou rellevat.
Fou ascendit a coronel honorífic des de tinent coronel el novembre de 1955 estant en reserva a Madrid. Casat amb Carmen Alcubilla Herrero havia mort el 1973 a Madrid.